# اينولا (أوكلاهوما)
اينولا (بالإنجليزية: Inola, Oklahoma)‏ هي بلدة أمريكية تقع في الولايات المتحدة في مقاطعة روجرز. يقدر عدد سكانها بـ 1,788 نسمة ومساحتها 17.1 كم2 ووترتفع عن سطح البحر 183 متر.

## التركيبة السكانية
حدّد مكتب تعداد الولايات المتحدة بيانات التركيبة السكانية لاينولا في تعداد الولايات المتحدة. في ما يلي، التركيبة السكانية حسب تعدادي 2000 و2010.

### تعداد عام 2000
بلغ عدد سكان اينولا 1,589 نسمة بحسب تعداد عام 2000، وبلغ عدد الأسر 604 أسرة وعدد العائلات 431 عائلة مقيمة في البلدة. في حين سجلت الكثافة السكانية 90.9 نسمة لكل كيلومتر مربع (235.4/ميل2). وبلغ عدد الوحدات السكنية 635 وحدة بمتوسط كثافة قدره 36.3 لكل كيلومتر مربع (94.0/ميل2).
وتوزع التركيب العرقي للبلدة بنسبة 80.87% من البيض و0.63% من الأمريكيين الأفارقة و11.33% من الأمريكيين الأصليين و0.31% من الأمريكيين ذوي الأصول الآسيوية و0.13% من الأعراق الأخرى و6.73% من عرقين مختلطين أو أكثر و0.63% من الهسبانيون أو اللاتينيون من أي عرق.
بلغ عدد الأسر 604 أسرة كانت نسبة 43.4% منها لديها أطفال تحت سن الثامنة عشر تعيش معهم، وبلغت نسبة الأزواج القاطنين مع بعضهم البعض 50.5% من أصل المجموع الكلي للأسر، ونسبة 15.6% من الأسر كان لديها معيلات من الإناث دون وجود شريك،  بينما كانت نسبة 5.3% من الأسر لديها معيلون من الذكور دون وجود شريكة وكانت نسبة 28.6% من غير العائلات. تألفت نسبة 25.5% من أصل جميع الأسر من عدة أفراد يعيشون في نفس المنزل ونسبة 10.8% كانت تتألف من شخص يعيش بمفرده يبلغ من العمر 65 عاماً أو أكثر. وبلغ متوسط حجم الأسرة المعيشية 2.53، أما متوسط حجم العائلات فبلغ 3.03.
بلغ العمر الوسطي للسكان 33.6 عاماً. وكانت نسبة 30.1% من القاطنين تحت سن الثامنة عشر، وكانت نسبة 8.4% بين الثامنة عشر والرابعة والعشرين عاماً، ونسبة 29.3% كانت واقعةً في الفئة العمرية ما بين الخامسة والعشرين والرابعة والأربعين عاماً، ونسبة 18.5% كانت ما بين الخامسة والأربعين والرابعة والستين، ونسبة 9.9% كانت ضمن فئة الخامسة والستين عاماً فما فوق. يوجد لكل 100 أنثى 90.1 ذكر، ويوجد لكل 100 أنثى في الثامنة عشر من عمرها فما فوق 87.7 ذكر.
بلغ متوسط دخل الأسرة في البلدة 31,351 دولارًا، أما متوسط دخل العائلة فبلغ 36,000 دولارًا. وكان متوسط دخل الذكور 31,528 دولارًا مقابل 21,384 دولارًا للإناث. وسجل دخل الفرد الخاص بالبلدة 15,610 دولارًا. وكانت نسبة 12.6% من العائلات ونسبة 13.9% من السكان تحت خط الفقر، وكان من هؤلاء نسبة 18.3% تحت سن الثامنة عشر ونسبة 13.3% في الخامسة والستين من العمر وما فوق.

### تعداد عام 2010
بلغ عدد سكان اينولا 1,788 نسمة بحسب تعداد عام 2010، وبلغ عدد الأسر 666 أسرة وعدد العائلات 467 عائلة مقيمة في البلدة. في حين سجلت الكثافة السكانية 102.3 نسمة لكل كيلومتر مربع (265.0/ميل2). وبلغ عدد الوحدات السكنية 726 وحدة بمتوسط كثافة قدره 41.5 لكل كيلومتر مربع (107.5/ميل2).
وتوزع التركيب العرقي للبلدة بنسبة 75.78% من البيض و0.78% من الأمريكيين الأفارقة و12.30% من الأمريكيين الأصليين و0.11% من الأمريكيين ذوي الأصول الآسيوية و0.22% من سكان جزر المحيط الهادئ و1.79% من الأعراق الأخرى و9% من عرقين مختلطين أو أكثر و4.64% من الهسبانيون أو اللاتينيون من أي عرق.
بلغ عدد الأسر 666 أسرة كانت نسبة 39.2% منها لديها أطفال تحت سن الثامنة عشر تعيش معهم، وبلغت نسبة الأزواج القاطنين مع بعضهم البعض 51.8% من أصل المجموع الكلي للأسر، ونسبة 13.1% من الأسر كان لديها معيلات من الإناث دون وجود شريك،  بينما كانت نسبة 5.3% من الأسر لديها معيلون من الذكور دون وجود شريكة وكانت نسبة 29.9% من غير العائلات. تألفت نسبة 25.2% من أصل جميع الأسر من عدة أفراد يعيشون في نفس المنزل ونسبة 12.5% كانت تتألف من شخص يعيش بمفرده يبلغ من العمر 65 عاماً أو أكثر. وبلغ متوسط حجم الأسرة المعيشية 2.59، أما متوسط حجم العائلات فبلغ 3.12.
بلغ العمر الوسطي للسكان 35.5 عاماً. وكانت نسبة 26.6% من القاطنين تحت سن الثامنة عشر، وكانت نسبة 9.5% بين الثامنة عشر والرابعة والعشرين عاماً، ونسبة 25.3% كانت واقعةً في الفئة العمرية ما بين الخامسة والعشرين والرابعة والأربعين عاماً، ونسبة 24% كانت ما بين الخامسة والأربعين والرابعة والستين، ونسبة 14.7% كانت ضمن فئة الخامسة والستين عاماً فما فوق. وتوزع التركيب الجنسي للسكان بنسبة 48.3% ذكور و51.7% إناث.